# 佛羅倫斯 (愛達荷州)
佛羅倫斯（英語：Florence）是位於美國愛達荷州愛達荷縣的一個鬼鎮。由於此地已於1869年被荒廢，本地已無人居住。

## 地理
佛羅倫斯的座標為45°30′04″N 116°01′42″W / 45.50111°N 116.02833°W，而該地的平均海拔高度為1,850米（即6,080英尺）。